# Prades (Ardèche)
Prades település Franciaországban, Ardèche megyében. Lakosainak száma 1184 fő (2022. január 1.). Prades Ailhon, Fabras, Labégude, Lalevade-d’Ardèche, Lentillères, Mercuer, Saint-Cirgues-de-Prades és Vals-les-Bains községekkel határos.

## Népesség
A település népességének változása:
| Lakosok száma | 697  | 781  | 869  | 1074 | 1224 | 1268 | 1213 | 1186 | 1180 | 1184 |
|               | 1968 | 1982 | 1990 | 2006 | 2013 | 2015 | 2017 | 2019 | 2020 | 2022 |